# Alexander William Williamson
Alexander William Williamson, född 1 maj 1824 i Wandsworth vid London, död 6 maj 1904 i London, var en engelsk kemist.
Williamson studerade kemi i Giessen och var 1849–87 professor vid University College London. Han studerade 1850 den process, som förlöper vid bildning av dietyleter, (C2H5)2O, ur etanol, C2H5OH, vid närvaro av svavelsyra, H2SO4. Svavelsyran förbrukas ej därvid – den binder endast vatten – och tjänstgör således som katalysator. Han kom till den slutsatsen, att först C2H5•OH och H•HSO4 utbyter radikaler, så att C2H5•HSO4 (etylsvavelsyra) och H•OH (vatten) bildas. Sedermera äger ett liknande utbyte rum mellan C2H5O•H och C2H5•HSO4, så att (C2H5)2O (dietyleter) bildas och H2SO4 regenereras. 
För förstående av andra kemiska processer antog Williamson att ett liknande ständigt pågående utbyte av radikaler mellan de reagerande kropparna äger rum. Detta antagande, som blev av stor betydelse för läran om förhållandet mellan hydrat och anhydrider samt den om katalysens natur, kan anses som en utveckling av Louis Joseph Gay-Lussacs teori om "ekvipollensen" eller utbytet av radikaler (joner) mellan salter och står nära en liknande slutsats av Rudolf Clausius (1857). Den slutgiltiga förklaringen av dessa företeelser gavs av den elektrolytiska dissociationsteorin.
Williamson invaldes som fellow av Royal Society 1855 och tilldelades Royal Medal 1862.